# Daniel Harding
Daniel John Harding CBE (Oxford, 31 augustus 1975) is een Britse dirigent. Daarnaast is hij piloot.

## Biografie
Harding studeerde trompet aan de Chetham's School of Music en werd op 13-jarige leeftijd lid van het National Youth Orchestra. Als zeventienjarige verzamelde hij een groep muzikanten en dirigeerde hen tijdens een uitvoering van Pierrot Lunaire van Arnold Schönberg. Hij stuurde de opname naar dirigent Simon Rattle. Die was onder de indruk en nam Harding aan als assistent van het City of Birmingham Symphony Orchestra tussen 1993 en 1994. Daarna ging Harding naar de Universiteit van Cambridge, maar na zijn eerste jaar werd hij assistent van Claudio Abbado bij de Berliner Philharmoniker. Toen hij 21 was, mocht hij dat orkest dirigeren. In 1996 trad hij als jongste dirigent ooit aan tijdens de Londense Proms. Desondanks verklaarde hij dat hij nooit officieel lessen orkestdirectie had gekregen.
Toen hij 22 was tekende hij zijn eerste platencontract met Virgin/EMI. In 1997 was hij eerste dirigent van het Ojai Music Festival, naast muzikaal directeur Emanuel Ax. Tussen 1997 en 2000 was Harding muzikaal directeur van het Trondheim Symfoniorkester, van 1999 tot 2003 bij de Deutsche Kammerphilharmonie Bremen en van 2003 tot 2008 bij het Mahler Chamber Orchestra. In 2005 verving hij dirigent Riccardo Muti in La Scala in Milaan voor een opvoering van Idomeneo van Mozart. De keuze voor deze jonge buitenlandse dirigent was omstreden, want Harding was dertig jaar oud en de eerste Engelse dirigent  in La Scala.
In 2006 werd hij gastdirigent van het London Symphony Orchestra (LSO). In 2007 werd hij chef-dirigent van het Symfonieorkest van de Zweedse Radio. Met dit orkest maakte hij opnames voor het Sony Classical-label. In september 2016 werd hij chef-dirigent van het Orchestre de Paris, waar hij bleef tot het einde van het seizoen 2018-2019. In oktober 2018 kondigde het Symfonieorkest van de Zweedse Radio de verlenging tot 2023 aan van Hardings contract als chef-dirigent naast de toekenning van zijn nieuwe titel van artistiek leider.
In september 2010 werd hij muzikale partner van de New Japan Philharmonic. In april 2012 werd Harding artistiek directeur van de Ohga Hall in Karuizawa, Japan. Tijdens de Queen's New Year Honours 2021 werd hij benoemd tot Commandeur in de Orde van het Britse Rijk (CBE), voor zijn verdiensten op het gebied van muziek.
Harding was gastdirigent bij onder meer de Wiener Philharmoniker, Staatskapelle Dresden, Münchner Rundfunkorchester, Gewandhaus-orchester Leipzig, Orchestra Filarmonica della Scala, Münchner Philharmoniker, Bamberger Symphoniker, Orchestre National de Lyon, Oslo Filharmoniske Orkester, London Philharmonic, Koninklijk Filharmonisch Orkest van Stockholm, Accademia Nazionale di Santa Cecilia, Orchestra of the Age of Enlightenment, HR Sinfonie Orchester Frankfurt en het Orchestre des Champs-Elysées. Met het Rotterdam Philharmonisch Orkest stond hij in 2001 in deSingel in Antwerpen, met een programma van Joseph Haydn, Wolfgang Rihm en Carl Nielsen. In 2018 stond hij met het Symfonieorkest van de Zweedse Radio in de Koningin Elisabethzaal in Antwerpen, met een programma van Allan Pettersson, Robert Schumann en Hector Berlioz en in Bozar te Brussel, met het Koninklijk Concertgebouworkest Amsterdam, met werk van Antonín Dvořák en Béla Bartók.
Harding heeft twee kinderen, Adele en George, uit zijn huwelijk met de altvioliste Béatrice Muthelet, co-solist van het Mahler Chamber Orchestra.
Harding is een gediplomeerde piloot en had in 2019 aangekondigd om in 2020 een sabbatical te nemen om piloot te worden bij Air France. Deze plannen werden uitgesteld door de coronapandemie. Hij wilde al piloot worden toen hij heel jong was en zijn ouders hem een primitieve flight simulator gaven.